# Šaban Bajramović
Pour les articles homonymes, voir Bajramović.
Šaban Bajramović, en serbe cyrillique Шабан Бајрамовић (né le 16 avril 1936 à Niš - mort le 8 juin 2008 à Niš) était un musicien serbe d'origine rom. Il était surnommé « le Roi des Roms », ou encore « l’homme à la voix d’or » et « le Frank Sinatra des Roms ».

## Biographie
Šaban Bajramović naquit à Niš, aujourd'hui en Serbie et, à l'époque, dans le royaume de Yougoslavie. Il y suivit les cours de l'école primaire pendant quatre ans. Après avoir quitté l'école, il fit son éducation musicale dans les rues. À l'âge de 19 ans, alors qu'il effectuait son service militaire, il déserta pour retrouver la jeune fille qu'il aimait, ce qui lui valut d'être arrêté et condamné à passer cinq ans et demi au bagne de Goli Otok ; c'est là qu'il commença à chanter. Avec l'orchestre de la prison, il interpréta de la musique de jazz, notamment des œuvres de Louis Armstrong, Frank Sinatra et John Coltrane. Il aimait à dire qu'il avait lu 20 000 livres dans sa vie, la plupart d'entre eux en prison[réf. nécessaire]. Il disait également que Goli Otok avait été son Université de la vie, le lieu où il s'était créé sa propre philosophie, ajoutant qu'une personne qui n'a jamais été en prison n'est pas du tout une personne[réf. nécessaire].
Après Goli Otok, Šaban Bajramović commença sa véritable carrière musicale. Il effectua son premier enregistrement en 1964 et fonda son propre orchestre appelé Crna Mamba. Il enregistra par la suite une vingtaine d'albums et plus de 50 singles. Il est en tout l'auteur de près de sept cents compositions. En 2006, il a enregistré son dernier album, Romano raj, dans le studio Hammer de Novi Sad. En mai 2006, il se produisit à Paris, lors du festival Voyage en Tziganie. En 2007, il a enregistré un titre pour l'album Queens and Kings de la Fanfare Ciorcalia. Il a donné son dernier concert à Dubrovnik en 2007, devant un public international.
En 2008, il est apparu que Bajramović vivait à Niš dans la pauvreté, avec des problèmes de santé. Le gouvernement de Serbie est intervenu pour l'aider financièrement.
Šaban Bajramović est mort à Niš le 8 juin 2008, d'une crise cardiaque. Le président de la république de Serbie, Boris Tadić, a assisté à ses funérailles.

## Filmographie
- 1982 : Nedeljni ručak, de Goran Paskaljević
- 1987 : Ange gardien (Andjeo čuvar) de Goran Paskaljević
- 1997 : Gipsy Magic, de Stole Popov
- 1998 : Chat noir, chat blanc (Crna mačka, beli mačor), d'Emir Kusturica